# Serenad

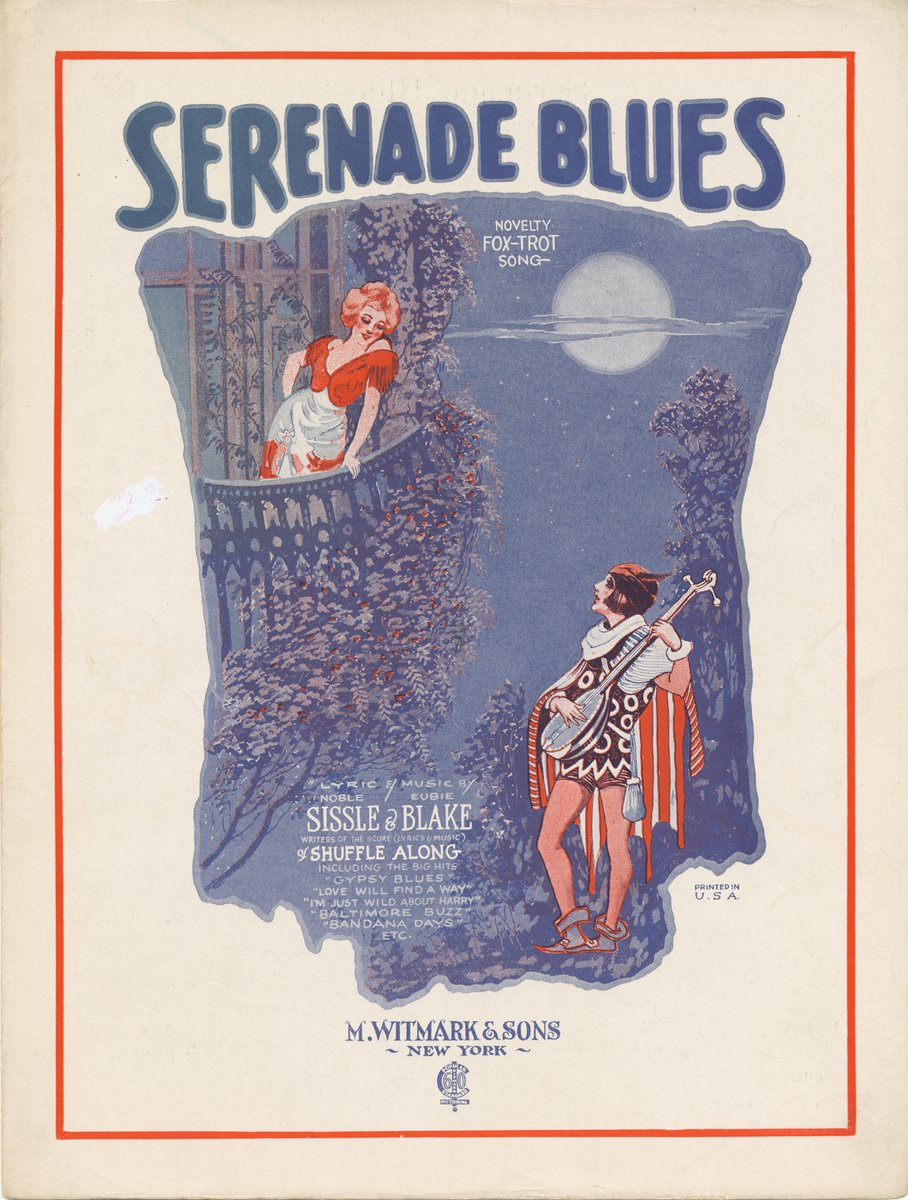
Amerikanskt notomslag från 1922.

Spansk serenad av Carl Spitzweg.

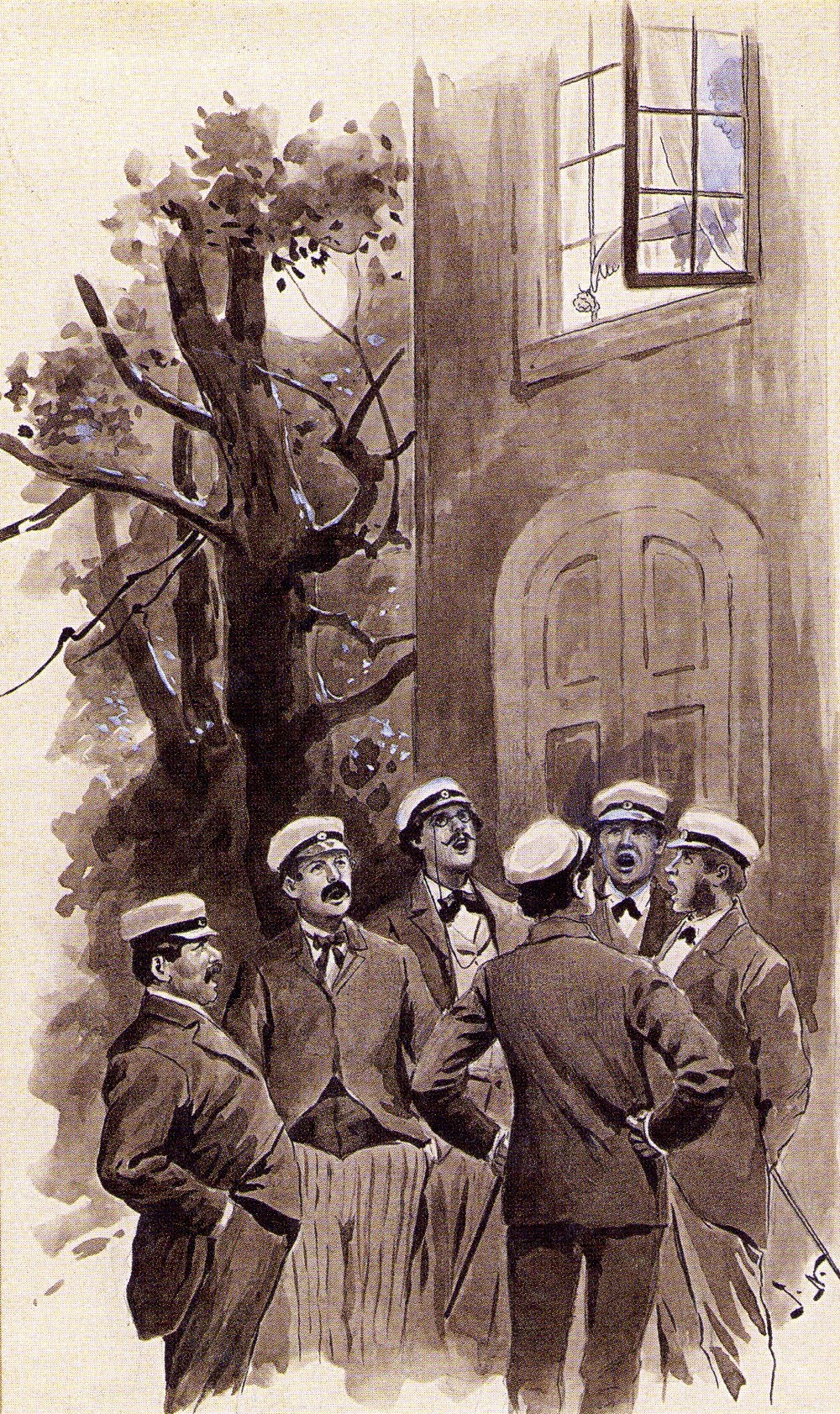
Uppsalaserenad av Jenny Nyström.

Serenad betyder ursprungligen en nattlig hyllningssång framförd utomhus. Ordet kommer från italienskans serenata, av sereno; "klar (lugn) natt(himmel)".

## Historia
Redan trubadurerna i 1100-talets Occitanien sjöng serenader för sitt hjärtas dam till ackompanjemang av luta, och serenadtraditionen levde vidare särskilt i renässansens Italien. Under 1600-talet blev det sed att studenterna i Europas universitetsstäder under natten tågade runt och hyllade sina utvalda flickor med serenader. Senare bildades små instrumentalkörer som kunde hyras för samma ändamål, och detta ledde till uppkomsten av en särskild instrumental musikform, serenata eller cassazione.

### Instrumentalmusik
Från och med 1700-talet betecknar alltså serenad även ett rent instrumentalmusikverk i mindre format för orkester. Mozart skrev många serenader och senare även bland andra Brahms och Tjajkovskij. I Sverige har under 1900-talet bland andra Wilhelm Stenhammar, Lars-Erik Larsson och Dag Wirén komponerat serenader.

### Manskör
Under romantiken skrevs många serenader för manskör, speciellt i de då enda svenska universitetsstäderna Uppsala och Lund. Där lever ännu bland studenterna traditionen att i manskör, med en eller flera i varje stämma, sjunga serenader för flickorna natten före studentnationernas Vårbal i mitten av maj.
I latinska länder, särskilt i Spanien, lever en motsvarande tradition bland de manliga studenterna att sjunga serenader. Där härstammar traditionen ända från 1200-talet och sånggrupperna kallas "Tunasångare".

## Kända serenader

### Instrumentalverk
- Serenad nr.10 - Gran Partita (Mozart, 1781–84)
- Eine kleine Nachtmusik (Mozart, 1787)
- Serenad nr 1 i D-dur (Brahms, 1860)
- Serenad nr 2 i A-dur (Brahms, 1860)
- Serenad för stråkar (Tjajkovskij, 1880)
- Serenad i F-dur (Wilhelm Stenhammar, 1913)
- Serenad för stråkorkester (Lars-Erik Larsson, 1936)
- Serenad för stråkorkester (Dag Wirén, 1937)

### Manskörsånger
- Svärdssång  -  ("Väcksång", sjungs direkt före serenadprogrammet)
- Till Österland vill jag fara
- Kristallen den fina
- Kom du ljuva hjärtevän
- I månans skimmer (Över nejdens skönhet glimmar)
- Stjärnorna tindra re'n
- Slumra hulda vid min sång  -  ("Slummersång", sjungs som sista sång)
- Gute Nacht (Warum bist du so ferne?)  -  ("Slummersång", sjungs som sista sång)

### Fotnoter
1. ↑  Svenska Akademiens ordbok: Serenad (tryckår 1967)